# Davis Cup World Group I 2025
Die Playoffs 2025 der Davis Cup World Group I wurden am 31. Januar/1. Februar beziehungsweise am 1./2. Februar als Heim- und Auswärtsspiele ausgetragen. Die 13 Gewinnernationen der Playoffs der World Group I spielen im September 2025 in einem Wettkampf der World Group I. Die 12 Verlierernationen bestreiten einen Wettkampf der World Group II.
Folgende 26 Teams spielten um 13 Plätze in der Weltgruppe I, in Serien, die nach Hin- und Rückspiel entschieden wurden.
- 12 Verliererteams der Weltgruppe I 2024
- 12 Gewinnerteams der Weltgruppe II 2024
- 2 bestplatzierte Verliererteams der Weltgruppe II 2024

Die Nationenrangliste wurde Stand 18. September 2024 erstellt.
| Datum                 | Heimmannschaft    | Ergebnis | Gastmannschaft              | Ort                   | Stadion                                                  | Belag                      |
| --------------------- | ----------------- | -------- | --------------------------- | --------------------- | -------------------------------------------------------- | -------------------------- |
| 1./2. Februar         | Kasachstan (1)    | 4:0      | Pakistan                    | Astana                | Beeline Arena                                            | Hartplatz                  |
| 1./2. Februar         | Monaco            | 2:3      | Portugal (2)                | Roquebrune-Cap-Martin | Monte-Carlo Country Club                                 | Hartplatz                  |
| 31. Januar/1. Februar | Usbekistan        | 1:3      | Bosnien und Herzegowina (3) | Taschkent             | Olympic Tennis School                                    | Hartplatz Plexicushion     |
| 31. Januar/1. Februar | Kolumbien (4)     | 3:2      | Barbados                    | Ibagué                | Complejo de Raquetas                                     | Sandplatz                  |
| 1./2. Februar         | Türkei (5)        | 5:0      | Mexiko                      | Istanbul              | TENIS ESKRIM DAGCILIK KULÜBÜ                             | Hartplatz                  |
| 31. Januar/1. Februar | Libanon           | 0:4      | Peru (6)                    | Kairo                 | Smash Sporting Club                                      | Sandplatz                  |
| 31. Januar/1. Februar | Tunesien          | 3:2      | Ukraine (7)                 | Tunis                 | Courts de tennis de la cité nationale sportive el menzah | Hartplatz GreenSet Confort |
| 1./2. Februar         | Ecuador (8)       | 3:1      | Uruguay                     | Salinas               | Salinas Golf y Tenis Club                                | Hartplatz                  |
| 31. Januar/1. Februar | Rumänien (9)      | 1:3      | Bulgarien                   | Craiova               | Sala Polivalenta Craiova                                 | Hartplatz                  |
| 1./2. Februar         | Indien (10)       | 4:0      | Togo                        | Neu-Delhi             | DLTA Complex                                             | Hartplatz                  |
| 1./2. Februar         | Griechenland (11) | 3:2      | Ägypten                     | Athen                 | Ace Tennis Club                                          | Sandplatz                  |
| 1./2. Februar         | Luxemburg         | 3:1      | Litauen (12)                | Luxemburg             | Coque, Luxenbourg                                        | Hartplatz Laykold Masters  |
| 31. Januar/1. Februar | Georgien          | 0:4      | Polen (13)                  | Tiflis                | New Sport Palace                                         | Hartplatz                  |

- Setzposition in Klammern